# Dom Pod Obrazem w Krakowie
Dom Pod Obrazem – zabytkowa kamienica, znajdująca się w Krakowie, w dzielnicy I przy ulicy Szpitalnej 18 na Starym Mieście.

## Historia
Kamienica została wzniesiona w XV lub XVI wieku. W 1860 roku została przebudowana. W kamienicy działa Publiczne Liceum Ogólnokształcące Sióstr Prezentek w Krakowie a także internat.
19 lutego 1968 kamienica została wpisana do rejestru zabytków. Znajduje się także w gminnej ewidencji zabytków.

## Architektura
Kamienica ma trzy kondygnacje. Elewacja frontowa jest w całości sześcioosiowa. W trzeciej osi parteru znajduje się kamienny, półkoliście zwieńczony portal. Budynek wieńczy attyka i gzyms koronujący.